# North American Vexillological Association

Vlag van de North American Vexillological Association

De North American Vexillological Association (afgekort NAVA, Nederlands: Noord-Amerikaanse Vexillologische Associatie) is een ledenorganisatie gewijd aan de vexillologie, de studie van vlaggen. De vereniging werd in 1967 opgericht door de Amerikaanse vexilloloog Whitney Smith en anderen. Meer dan 1100 leden zijn vlaggenwetenschappers, -liefhebbers, -ontwerpers, -verzamelaars, -conservatoren, -opvoeders, -handelaars, -fabrikanten, -historici en -hobbyisten uit de meeste staten en provincies van de Verenigde Staten en Canada, en meer dan 30 andere landen.
In de 21e eeuw hebben veel staats- en gemeentebesturen maatregelen genomen om hun vlaggen te veranderen, waarbij ze kritiek van de NAVA op het oude ontwerp aanvoerden en richtlijnen van de NAVA gebruikten om hun nieuwe vlag voor te stellen.
De NAVA organiseert jaarlijks een vexillologiecongres dat wordt bijgewoond door haar leden, voor het merendeel vexillologen uit Canada en de Verenigde Staten.

## Vlag
De vlag van de NAVA bestaat uit een grote witte V (een omgekeerde keper) die een blauwe driehoek scheidt van twee rode driehoeken aan weerszijden. De lengte van de bovenkant van de blauwe driehoek is gelijk aan de breedte van de vlag. De verhoudingen van de vlag zijn 2:3. De V staat voor vexillologie. De kleuren zijn ontleend aan de vlaggen van de twee landen die onder de NAVA vallen: Canada (rood en wit) en de Verenigde Staten (rood, wit en blauw).

## Publicaties
De NAVA publiceert 3 keer per jaar NAVA News en 1 keer per jaar Raven.